# Giveton Gelin
Giveton Gelin (* 1999 oder 2000) ist ein bahamaischer Musiker (Trompete) des Modern Jazz.

## Leben und Wirken
Gelin wuchs auf den Bahamas auf und besuchte die Windsor Preparatory School in Nassau; ab seinem zehnten Lebensjahr spielte er autodidaktisch Trompete. Unterricht hatte er bei der YoungArts Foundation als auch beim Betty Carter Jazz Ahead-Programm. Seine Mentoren waren Jazzmusiker wie Wynton Marsalis, Nicholas Payton, Eddie Henderson, Barry Harris, Jason Moran, Ralph Peterson, Ambrose Akinmusire und Roy Hargrove. Er studierte am Oberlin Conservatory of Music, 2019/20 an der Juilliard School in New York City; daneben spielt er im Michael Feinberg Quartett und einem eigenen Quartett/Quintett. Erste Aufnahmen entstanden 2015 mit Jovan Alexandre; Ende der 2010er-Jahre war er an Aufnahmen mit Jonathan Batiste (An Anatomy of Angels – Live at the Village Vanguard), Eric Wyatt (The Golden Rule: For Sonny), Casey Abrams (Jazz) und Ben Wolfe (Fatherhood) beteiligt.